# Liste der Monuments historiques in Hazebrouck
Die Liste der Monuments historiques in Hazebrouck führt die Monuments historiques in der französischen Gemeinde Hazebrouck auf.

## Liste der Bauwerke
| Bezeichnung    | Beschreibung              | Standort       | Kennzeichnung | Schutzstatus | Datum | Bild           |
| -------------- | ------------------------- | -------------- | ------------- | ------------ | ----- | -------------- |
| Kirche St-Éloi | Erbaut im 15. Jahrhundert | (Lage)         | PA00107549    | Inscrit      | 1984  | weitere Bilder |
| Motte          |                           | Hofland (Lage) | PA00107550    | Inscrit      | 1979  |                |